# Sidney Morgenbesser
Sidney Morgenbesser (* 22. September 1921 in New York; † 1. August 2004 ebenda) war ein US-amerikanischer Philosoph.

## Leben
Morgenbesser studierte zunächst Theologie am Jewish Theological Seminary und wurde Rabbiner. Schließlich machte er aber noch einen Abschluss am City College of New York. An der University of Pennsylvania promovierte er. Nach Dozenturen am Swarthmore College und an der New School for Social Research kam er 1954 zur Columbia University. Er war Mitherausgeber des Journal of Philosophy. 2004 verstarb er im Alter von 82 Jahren an Amyotropher Lateralsklerose (ALS).

## Werk
Sein Interesse galt insbesondere der Wissenschafts- und Erkenntnistheorie, dem Pragmatismus und den Menschenrechten. Er stand der Sprachphilosophie Alfred Jules Ayers und John Langshaw Austins nahe. Großen Theoriegebäuden stand er skeptisch gegenüber und hat nie ein Buch als alleiniger Autor veröffentlicht. Jedoch schrieb er einige Artikel in Fachzeitschriften und gab philosophische Anthologien heraus.

## Würdigung
Die Columbia University unterhält seit Juli 2009 das Sidney Morgenbesser Professorship am Department of Philosophy. Der Inhaber soll „die Eigenschaften von Sidney Morgenbesser verkörpern, einem hingebungsvollen Philosophie-Lehrer, der sich gleichermaßen die Ausbildung von prägraduierten und von graduierten Studenten enthusiastisch zu eigen gemacht hat“.

## Bonmots
Morgenbesser war für seine Schlagfertigkeit und seinen Witz berühmt. Zu den zahlreichen Morgenbesser-Anekdoten gehören:
- John Langshaw Austin hielt einen Gastvortrag über den Akt des Sprechens und erklärte, dass zwar eine doppelte Verneinung wieder eine Bejahung ergebe, umgekehrt eine doppelte Bejahung aber keine Verneinung. Morgenbesser sagte darauf: „Yeah, yeah!“[1]
- Einmal wurde er von einem Studenten gefragt, ob er Mao Zedong recht gebe, wenn dieser sage, eine Aussage könne manchmal gleichzeitig wahr und falsch sein. Morgenbesser antwortete: „Ja und Nein.“[1]
- „Warum lässt mich Gott so leiden“, fragte er kurz bevor er seinem ALS-Leiden erlag, „etwa nur weil ich nicht an ihn glaube?“[1]
- Auf die Frage, warum er nur so wenig publiziere, entgegnete er: „Moses hat ein Buch geschrieben, was tat er dann?“
- In der New Yorker U-Bahn wurde er von einem Polizisten ermahnt, als er sich im Rauchverbot eine Zigarette anstecken wollte. Wenn er ihn gewähren lasse, müsse er schließlich auch allen anderen das Rauchen gestatten. Morgenbesser entgegnete: „Für wen halten Sie sich? Kant?“ Darauf wurde Morgenbesser aufs Revier gebracht. („Kant“ klingt wie das englische Vulgärwort „cunt“.)[2]
- Zu Burrhus Frederic Skinner sagte er: „Verstehe ich Ihre Forderung richtig? Man soll die Leute nicht vermenschlichen?“[5]
- Über den Pragmatismus sagte er, dieser klinge gut in der Theorie, funktioniere aber nicht in der Praxis.[3]
- Als Nachtisch wurden Morgenbesser einmal Apfel- und Blaubeerkuchen angeboten. Er entschied sich für den Apfelkuchen. Als die Kellnerin ergänzte, dass auch Erdbeerkuchen im Angebot sei, nahm er den Blaubeerkuchen.[7]